# Josh Gad
Joshua Ilan "Josh" Gad (Hollywood, Florida, 1981. február 23. –) Grammy-díjas amerikai színész, humorista és énekes. 
Egyik legismertebb szerepe Olaf hangja a Jégvarázsban.

## Fiatalkora
1981. február 23-án született a floridai Hollywoodban. Édesanyja, Susan, ingatlanügynök, mostohaapja pedig befektetési tanácsadó, és van két idősebb testvére, egy mostohabátyja és egy mostohahúga. Édesapja, Sam (Shmuel) Gad zsidó családban született Afganisztánban, és tizenévesen Izraelbe költözött. Gad kijelentette, hogy apja szerinte a Gad-törzs leszármazottja, amely egyike Izrael tizenkét törzsének, továbbá azt állította, hogy apai felmenői Indián keresztül utaztak, mielőtt Afganisztánban letelepedtek volna. Édesanyja Németországban született askenázi zsidó családban. Zsidó hitben nevelkedett.
Gad a Nova Southeastern University-re járt, ahol 1999-ben végzett. 
Együtt járt főiskolára Leslie Odom Jr. és Rory O'Malley Broadway-sztárokkal, akiről Olaf szerepét mintázta a Jégvarázsban. Ez idő alatt egy féléves csereprogramra vállalkozott a National Institute of Dramatic Art-ban.

## Magánélete
2004-ben megismerkedett Ida Darvish színésznővel, miután a két színész egy házaspárt alakított David Ives All in the Timing című darabjában. 2008-ban házasodtak össze. Két lányuk van, akik 2011-ben és 2014-ben születtek.
Gad kijelentette, hogy szereti a judaizmus hagyományos aspektusait, és ünnepli felesége katolikus vallásának néhány hagyományát. Önmagát spirituálisnak tartja, azonban nem vallásos.
Rajong a Miami Heat, Florida Panthers, Miami Dolphins és Miami Marlins csapatokért. 

## Filmográfia

### Film
| Év   | Magyar cím                           | Eredeti cím                     | Szerep                            | Magyar hang     |
| ---- | ------------------------------------ | ------------------------------- | --------------------------------- | --------------- |
| 2002 |                                      | Mary and Joe                    | Angel                             |                 |
| 2006 |                                      | Razortooth                      | Jay                               |                 |
| 2007 |                                      | Watching the Detectives         | Mark                              |                 |
| 2008 | 21 – Las Vegas ostroma               | 21                              | Miles                             | Elek Ferenc     |
| 2008 | A meztelen dobos                     | The Rocker                      | Matt                              | Dányi Krisztián |
| 2009 | A szabadság határai                  | Crossing Over                   | Howie                             |                 |
| 2009 |                                      | The Lost Nomads: Get Lost 22    | több szereplő                     |                 |
| 2009 |                                      | Big Guy (rövidfilm)             | Rodney                            |                 |
| 2010 | Marmaduke – A kutyakomédia           | Marmaduke                       | kendős kutya (hangja)             |                 |
| 2010 | Szerelem és más drogok               | Love & Other Drugs              | Josh Randall                      | Elek Ferenc     |
| 2011 | Mellbedobás                          | Mardi Gras: Spring Break        | Bartholomew T. "Bump" Brown       | Gacsal Ádám     |
| 2012 |                                      | She Wants Me                    | Sam Baum                          |                 |
| 2012 | Jégkorszak 4. – Vándorló kontinens   | Ice Age: Continental Drift      | Louis (hangja)                    | Rajkai Zoltán   |
| 2012 | Vágyak szerelmesei                   | Thanks for Sharing              | Neil                              | Elek Ferenc     |
| 2013 | Jobs – Gondolkozz másképp            | Jobs                            | Steve Wozniak                     | Elek Ferenc     |
| 2013 | Gyakornokok                          | The Internship                  | Andrew "Fejhallgató" Anderson     | Elek Ferenc     |
| 2013 | Jégvarázs                            | Frozen                          | Olaf (hangja)                     | Seder Gábor     |
| 2014 | Bárcsak itt lennék                   | Wish I Was Here                 | Noah Bloom                        | Elek Ferenc     |
| 2015 | Bérhaverok                           | The Wedding Ringer              | Doug Harris                       | Elek Ferenc     |
| 2015 | Jégvarázs: Party Láz (rövidfilm)     | Frozen Fever                    | Olaf (hangja)                     | Seder Gábor     |
| 2015 | Pixel                                | Pixels                          | Ludlow Lamonsoff                  | Elek Ferenc     |
| 2016 | Angry Birds – A film                 | The Angry Birds Movie           | Chuck (hangja)                    | Seder Gábor     |
| 2017 | Egy kutya négy élete                 | A Dog's Purpose                 | A kutya (hangja)                  | Görög László    |
| 2017 | A szépség és a szörnyeteg            | Beauty and the Beast            | LeFou                             | Seder Gábor     |
| 2017 | Marshall – Állj ki az igazságért!    | Marshall                        | Sam Friedman                      | Gáspár András   |
| 2017 | Gyilkosság az Orient expresszen      | Murder on the Orient Express    | Hector MacQueen                   | Elek Ferenc     |
| 2017 | Olaf karácsonyi kalandja (rövidfilm) | Olaf's Frozen Adventure         | Olaf (hangja)                     | Seder Gábor     |
| 2018 |                                      | Matangi/Maya/M.I.A.             | önmaga                            |                 |
| 2019 | Kis szörnyetegek                     | Little Monsters                 | Nathan Schneider / Teddy McGiggle | Kapácsy Miklós  |
| 2019 | Egy kutya négy útja                  | A Dog's Journey                 | Bailey (hangja)                   | Görög László    |
| 2019 | Angry Birds 2. – A film              | The Angry Birds Movie 2         | Chuck (hangja)                    | Seder Gábor     |
| 2019 | Jégvarázs 2.                         | Frozen II                       | Olaf (hangja)                     | Seder Gábor     |
| 2020 | Artemis Fowl                         | Artemis Fowl                    | Mulch Diggums                     |                 |
| 2020 | Volt egyszer egy hóember             | Once Upon a Snowman (rövidfilm) | Olaf (hangja)                     | Seder Gábor     |
| 2021 | Szellemirtók – Az örökség            | Ghostbusters: Afterlife         | Muncher (hangja)                  |                 |
| 2023 | Kivert kutyák                        | Strays                          | Gus (hangja)                      | Harsányi Gábor  |
| 2023 | Volt egyszer egy stúdió              | Once Upon a Studio              | Olaf (hangja)                     | Seder Gábor     |

### Televízió
| Év        | Magyar cím                 | Eredeti cím                    | Szerep                                     | Megjegyzések                                                     |
| --------- | -------------------------- | ------------------------------ | ------------------------------------------ | ---------------------------------------------------------------- |
| 2005      | Vészhelyzet                | ER                             | Bruce Larabee őrmester                     | 1 epizód                                                         |
| 2007–2008 |                            | Back to You                    | Ryan Church                                | főszereplő (17 epizód)                                           |
| 2008      | Amerikai fater             | American Dad!                  | Art (hangja)                               | 1 epizód                                                         |
| 2008–2009 | Gyilkos számok             | Numbers                        | Roy McGill                                 | 2 epizód                                                         |
| 2009      |                            | Waiting to Die                 | Simon                                      | tévéfilm                                                         |
| 2009      |                            | No Heroics                     | Horseforce                                 | tévéfilm                                                         |
| 2009      | Partiszerviz színész módra | Party Down                     | Jeffrey Ells                               | 1 epizód                                                         |
| 2009      |                            | Woke Up Dead                   | Matt                                       | websorozat (21 epizód)                                           |
| 2009–2011 |                            | The Daily Show                 | önmaga (tudósító)                          | 5 epizód                                                         |
| 2010      | Író és kamuhős             | Bored to Death                 | Warren                                     | 1 epizód                                                         |
| 2011      | A Cleveland-show           | The Cleveland Show             | Droopy / strici (hangja)                   | 1 epizód                                                         |
| 2011      | Kaliforgia                 | Californication                | doktor                                     | 2 epizód                                                         |
| 2011      |                            | Good Vibes                     | Mondo (hangja)                             | főszereplő                                                       |
| 2011–2014 |                            | Gigi: Almost American          | Gigi                                       | 15 epizód (vezető producer)                                      |
| 2011–2020 | Modern család              | Modern Family                  | Kenneth Ploufe                             | 2 epizód                                                         |
| 2012–2013 |                            | 1600 Penn                      | Skip Gilchrist                             | - főszereplő - társ-megalkotó és vezető producer                 |
| 2012–2015 | Új csaj                    | New Girl                       | Bearclaw                                   | 3 epizód                                                         |
| 2013      |                            | Hollywood Game Night           | önmaga                                     | 1 epizód                                                         |
| 2013      |                            | Kevin Pollak's Chat Show       | önmaga                                     | websorozat (1 epizód)                                            |
| 2014      | Szörnyek az űrlények ellen | Monsters vs. Aliens            | Internet (hangja)                          | 1 epizód                                                         |
| 2015      |                            | The Comedians                  | Josh                                       | főszereplő (13 epizód)                                           |
| 2015      | Szezám utca                | Sesame Street                  | Vincent Van Stop                           | 1 epizód                                                         |
| 2015      | Phineas és Ferb            | Phineas and Ferb               | Wendell (hangja)                           | 2 epizód                                                         |
| 2015      |                            | TripTank                       | Louis (hangja)                             | 1 epizód                                                         |
| 2015      |                            | Jeopardy!                      | önmaga                                     | versenyző                                                        |
| 2016      | Playback párbaj            | Lip Sync Battle                | önmaga / Donald Trump                      | 1 epizód                                                         |
| 2016      | Szófia hercegnő            | Sofia the First                | Olaf (hangja)                              | 1 epizód                                                         |
| 2016      |                            | LEGO Frozen Northern Lights    | Olaf (hangja)                              | különkiadás                                                      |
| 2016      |                            | Talking Dead                   | önmaga                                     |                                                                  |
| 2017      | Star Wars: Lázadók         | Star Wars Rebels               | LT-319 (hangja)                            | 1 epizód                                                         |
| 2017      | South Park                 | South Park                     | Marcus Preston / Ms. McGullicutty (hangja) | - 1 epizód (Hummel és heroin) - producer                         |
| 2018      | Bob burgerfalodája         | Bob's Burgers                  | Damon (hangja)                             | 1 epizód                                                         |
| 2019      |                            | The Ellen DeGeneres Show       | önmaga                                     | meghívott házigazda                                              |
| 2019–     |                            | Blood Ties                     | Michael Richland                           | podcast / rádiós drámasorozat                                    |
| 2020      |                            | At Home with Olaf              | Olaf (hangja)                              | főszereplő                                                       |
| 2020      |                            | Home Movie: The Princess Bride | unoka                                      | 1 epizód                                                         |
| 2020      |                            | Reunited Apart                 | házigazda                                  | websorozat                                                       |
| 2020–2022 | Avenue 5                   | Avenue 5                       | Herman Judd                                | - főszereplő (17 epizód) - magyar hangja: - Szvetlov Balázs      |
| 2020–2022 |                            | Central Park                   | Birdie / Ernst Von Gunten (hangja)         | - főszereplő (39 epizód) - társ-megalkotó, író - vezető producer |
| 2021      | Félig üres                 | Curb Your Enthusiasm           | csontkovács                                | 1 epizód                                                         |
| 2022      |                            | Wolf Like Me                   | Gary                                       | főszereplő (6 epizód)                                            |
| 2022      | A fiúk                     | The Boys                       | önmaga (cameo)                             | 1 epizód                                                         |
| 2022      |                            | The Tiny Chef Show             | önmaga                                     | 2 epizód                                                         |
| 2023      | Világtörténelem, 2. rész   | History of the World, Part II  | William Shakespeare                        | 1 epizód                                                         |

## Fordítás
- Ez a szócikk részben vagy egészben  a   Josh Gad című angol Wikipédia-szócikk fordításán alapul.  Az eredeti cikk szerkesztőit annak laptörténete sorolja fel. Ez a jelzés csupán a megfogalmazás eredetét és a szerzői jogokat jelzi, nem szolgál a cikkben szereplő információk forrásmegjelöléseként.